# Josep Simeón i Lujan
Josep Simeón i Lujan (Silla, 19 de març de 1991) és un exjugador de bàsquet valencià que jugava a la posició de base.
Era considerat un base amb qualitats per a la direcció del joc, gran intensitat i bona lectura, a més de tenir gran mentalitat d'equip. Format a les escoles del club València Basket, on va aconseguir diversos campionats a nivell nacional a les diverses categories inferiors (infantil, cadet i junior), va debutar al primer equip la temporada 2009/2010. Després de passar pel CE Lleida Basquetbol o el Força Lleida, es va retirar jugant a l'UPB Gandia.